# Jak stracić przyjaciół i zrazić do siebie ludzi
Jak stracić przyjaciół i zrazić do siebie ludzi (ang. How to Lose Friends & Alienate People) – brytyjski film z 2008 roku wyreżyserowany przez Roberta B. Weide. Adaptacja książki Toby'ego Younga pod tym samym tytułem.

## Opis fabuły
Brytyjski dziennikarz Sidney Young, specjalizujący się głównie w skandalach z udziałem gwiazd wszelkiego autoramentu, otrzymuje posadę w poczytnym amerykańskim piśmie „Sharps”. Z początku Young jest nieugięty w swoich poglądach i nie może zrozumieć wiernopoddańczych i mało obiektywnych artykułów o gwiazdach. Stara się pisać prawdę i obnażać ich niedoskonałości. Wkrótce Young zaczyna rozumieć, że aby osiągnąć szczyty kariery w show biznesie, musi grać wedle ustalonych reguł.

## Obsada
- Simon Pegg jako Sidney Young
- Kirsten Dunst jako Alison Olsen
- Danny Huston jako Lawrence Maddox
- Gillian Anderson jako Eleanor Johnson
- Megan Fox	jako Sophie Maes
- Max Minghella jako Vincent Lepak
- Jeff Bridges jako Clayton Harding
- Margo Stilley jako Ingrid
- Emily Denniston jako Asystentka Maddoxa